# اس‌اس جورجیا
اس‌اس جورجیا (به انگلیسی: SS Georgia) یک کشتی بود که طول آن ۳۸۶ فوت (۱۱۸ متر) بود. این کشتی در سال ۱۹۰۸ ساخته شد.